# Gelanor siquirres
Espèce
Gelanor siquirres est une espèce d'araignées aranéomorphes de la famille des Mimetidae.

## Distribution
Cette espèce est endémique du Costa Rica.

## Description
La femelle holotype mesure 5,52 mm.

## Étymologie
Son nom d'espèce lui a été donné en référence au lieu de sa découverte, le canton de Siquirres.

## Publication originale
- Benavides & Hormiga, 2016 : Taxonomic revision of the Neotropical pirate spiders of the genus Gelanor Thorell, 1869 (Araneae, Mimetidae) with the description of five new species. Zootaxa, no 4046(1), p. 1-72.